# 大黑猪
大黑猪是英国本土的家猪品种之一，同时也是英国唯一全身都是黑色的猪品种。母猪的胎产仔数为8-10头。